# ブランのクロロメチル化
ブランのクロロメチル化 (Blanc chloromethylation) は、塩化亜鉛を触媒として芳香族化合物とホルムアルデヒドと塩化水素からクロロメチルアレーンを合成する化学反応である。ホルムアルデヒド源としてパラホルムアルデヒドが用いられる。